# Belgorod oblast
Belgorod är ett oblast i västra Ryssland vid gränsen mot Ukraina med en yta på 27 100 km² och cirka 1,5 miljoner invånare. Huvudort är Belgorod och ett par andra stora städer är Staryj Oskol och Gubkin.
Belgorod oblast tillhörde först Ukrainska SSR men tillföll Ryska SFSR 1954 och förblev ryskt efter Sovjetunionens upplösning 1991.